# بیانیه آمستردام
بیانیه آمستردام ۲۰۰۲ بیانیه‌ای از اصول پایهٔ انسان‌گرایی مدرن است که اجماعاً توسط مجمع عمومی اتحادیه جهانی انسان‌گرا و اخلاق‌گرا (IHEU) به تصویب رسیده‌است. اعلام بیانیه در ۵۰ امین سالگرد کنگره انسان‌گرای جهان در سال ۲۰۰۲ انجام شد. بر اساس IHEU این "بیانیه رسمی انسان‌گرایی جهانی" است. این بیانیه به‌طور رسمی توسط تمام اعضای IHEU مورد قبول واقع شده‌است، از جمله:
- انجمن انسان‌گرای آمریکایی
- انجمن انسان‌گرای بریتانیایی
- شورای انسان‌گرایی سکولار
- انجمن انسان‌گرای ایرلند

فهرست کامل سازمان‌های امضاکننده در وب‌گاه IHEU در دسترس است.

## اصول اومانیستی
بخش‌هایی از بیانیه رسمی انسان‌گرایی جهانی به این قرار است:
- انسان‌گرایی اخلاقی است. انسان‌گرایی به ارزش، کرامت، استقلال فردی و حق هر انسان برای داشتن بیشترین آزادی سازگار با حقوق دیگران تاکید می‌کند. انسان‌گرایان وظیفه دارند از تمام بشریت از جمله نسل‌های آینده نگهداری کنند. آنها معتقدند اخلاقیات بخشی ذاتی در طبیعت انسان است، و مبتنی بر درک و اهمیت به دیگران است، و نیازی به هیچ گونه ضمانت اجرایی خارجی ندارد.
- انسان‌گرایی عقلانی است. و به دنبال استفاده از علم به صورت خلاقانه و نه مخرب است. انسان‌گرایان بر این باورند که راه حل مشکلات در تفکر و عمل انسان است تا در وحی الهی. انسان‌گرایی خواهان استفاده از علم و فناوری و تحقیق آزادانه برای رفاه انسانی هستند. البته انسان‌گرایان معتقدند استفاده از علم و فناوری بایستی مبتنی بر ارزش‌های انسانی باشد. علم به ما ابزار را می‌دهد، و ارزش‌های انسانی باید هدف را تعیین کنند.
- انسان‌گرایی پشتیبان دموکراسی و حقوق بشر است. هدف انسان‌گرایی پیشرفت و کمال هر انسان تا بیشترین حد ممکن است. معتقد است که دموکراسی و رشد بشر جز حقوق انسان هستند. و ارزش‌های دمکراسی و حقوق بشر می‌توانند به بسیاری از روابط انسانی اعمال شوند، و فقط به دولت‌ها محدود نمی‌شوند.
- انسان‌گرایی معتقد است آزادی سیاسی باید با مسئولیت اجتماعی همراه باشد. انسان‌گرایی به دنبال ایجاد جهانی بر پایه این ایده‌است که انسان آزاد نسبت به جامعه مسئولیت دارد، و همچنین وابستگی و مسئولیت ما نسبت به جهان طبیعی را به رسمیت می‌شناسد. انسان‌گرایی ضدتعصب است، و تحمیل هیچ مرام و منشی بر پیروان را نمی‌پذیرد. از این رو خواهان آموزش و پرورش بدون تلقین مذهبی یا حزبی است.
- انسان‌گرایی پاسخی به نیاز گسترده به جایگزینی برای تعصب مذهبی است. ادیان بزرگ جهان ادعا می‌کنند که بر اساس وحی‌های ثابت برای تمام زمان‌ها هستند و سعی در تحمیل جهان‌بینی خود به تمام بشریت دارند. انسان‌گرایی معتقد است دانش قابل اعتماد در مورد جهان و ما، از طریق فرایند مداوم مشاهده، ارزیابی و تجدید نظر حاصل می‌شود.
- انسان‌گرایی خلاقیت هنری و تخیل را ارج می‌نهد، و قدرت دگرگون‌کننده هنر را به رسمیت می‌شناسد. انسان‌گرایی به اهمیت ادبیات، موسیقی، هنرهای تجسمی و نمایشی برای رشد و تحقق شخصی معتقد است.
- انسان‌گرایی موضعی در قبال زندگی برای دست‌بابی به حداکثر کمال از طریق کشت زندگی اخلاقی و خلاقانه‌است، و ابزاری اخلاقی و خردگرایانه برای پرداختن به چالش‌های پیش روی ما ارائه می‌دهد. انسان‌گرایی می‌تواند یک روش زندگی برای هر فرد در هر جای دنیا باشد.
- بیانیه آمستردام به صراحت اعلام می‌کند که انسان‌گرایی مخالف تعصب است، و هیچ مرام و منشی بر پیروان خود تحمیل نمی‌کند.